# Globale Sicherheitsinitiative
Die Globale Sicherheitsinitiative (GSI) (englisch: Global Security Initiative) ist ein von China auf der Münchner Sicherheitskonferenz 2023 und anschließend in Moskau vorgestelltes globales Sicherheitskonzept. Es soll die Blockstrukturen des Kalten Krieges überwinden und das Zusammenleben der Länder ohne Sanktionen und ohne Krieg ermöglichen.
Die Global Security Initiative (CSI) ist Teil der drei globalen Initiativen von China, die mit der Global Development Initiative (GDI) und Global Civilization Initiative (GCI) praktische Schritte sein sollen zu einer multipolaren Welt.